# Đảo Guadalupe
Đảo Guadalupe (Isla Guadalupe) là một hòn đảo núi lửa nằm ngoài khơi México thuộc Thái Bình Dương. Hòn đảo này cách bờ biển bang Baja California khoảng 241 km về phía tây và cách thành phố Ensenada, Baja California khoảng 400 km về phía Tây Nam. Đây là một trong số ít những đảo thuộc chủ quyền México nằm ngoài thềm lục địa, cùng với quần đảo Revillagigedo và Rocas Alijos.